# NGC 47
إن جي سي 47  في علم الفلك (بالإنجليزية:
NGC 47 وتعرف أيضا بالرموز التالية: NGC 58, MCG -1-1-55, IRAS00119-0726 وPGC 967) هي مجرة حلزونية ضلعية ترى في اتجاه كوكبة قيطس، وهي واحدة من أبعد المجرات عنا، فالمسافة بيننا وبينها تبلغ نحو 236 مليون سنة ضوئية. أي أننا عندما نراها الآن، فنحن نراها على حالها قبل 236 مليون سنة؛ ذلك لأن الضوء يحتاج 236 سنة حتى يصل إلينا، وتبلغ سرعة الضوء 300.000 كيلومتر في الثانية.
اكتشفها الباحث الفلكي «إيرنست تمبل» في عام 1886.
والسبب في تسميتها بالرمز إن جي سي 58 يرجع إلى الباحث «لويس سويفت» الذي شاهدها من دون علمه بأن «تمبل» قد رصدها من قبل. ونظرا لبعدها السحيق عنا في أعماق الكون فهي تبدو كسديم صغير ضعيف اللمعان ولكن ذو نواة ناصعة، شكلها بيضوي.

## اقرأ أيضا
- تجمع نجمي
- تجمع نجمي مفتوح
- عنقود مغلق
- مايال 2
- أوميجا قنطورس
- إن جي سي 265
- مجرة الحلقة

## وصلات خارجية
- SEDS: Spiral Galaxy NGC 47
- إن جي سي 47 على موقع ويكي سكاي: DSS2, SDSS, GALEX, IRAS, Hydrogen α, X-Ray, Astrophoto, Sky Map, Articles and images